# 28594 Ronaldballouz
28594 Ronaldballouz è un asteroide della fascia principale. Scoperto nel 2000, presenta un'orbita caratterizzata da un semiasse maggiore pari a 2,7641124 au e da un'eccentricità di 0,1835414, inclinata di 9,10380° rispetto all'eclittica.
L'asteroide è dedicato all'astronomo statunitense Ronald-Louis Ballouz.